# Кизяк
Кизя́к (кирг. тезе́к)— высушенный или переработанный навоз, используемый в качестве топлива (например, для сжигания в печи для обогрева или приготовления пищи). Например, по свидетельству этнографа и географа М. Песселя, в Гималаях в домашних печах «обычное топливо — ячий кизяк, причём, сгорая, он даёт удивительно приятный дым, отдалённо напоминающий ладан».

## Изготовление и применение
Описано на примере заготовки кизяка жителями Западной Сибири:
Навоз перемешивают с соломой, после нескольких дней отлёжки смеси собираются группой жителей — «таскать кизяки» — обычно дети, женщины, пожилые мужчины, так как работа не слишком тяжела. Навозно-соломенная смесь перетаптывается для однородности состава людьми, обычно босиком, затем закладывается в деревянные специальные формы — нечто вроде ящика без дна. У каждого человека, принимающего участие в изготовлении кизяков, своя форма, у многих эти формы передаются из поколения в поколение. Но смастерить её не сложно, хотя и изготавливать нужно из дефицитного в этой местности дерева. Форма для кизяка представляет собой рамку примерно 70 см на 50 см и высотой сантиметров 25 с ручкой — чтобы можно было нести смесь для сушки. Форму располагают в месте, находящемся недалеко (в двух-трёх метрах) от места, где находится кизячная смесь.
Кизяком называют (и считают в штуках) также массу смеси, находящуюся в одной форме или её части, выделенной перегородками.
Следующий этап: выложенные на травяном поле сырые кизяки должны просохнуть на солнце в течение нескольких дней пока не станут совершенно сухими. Поэтому дни не должны быть дождливыми — подходящие выбираются по народным приметам. Высохший кизяк, лёгкий и твёрдый, не рассыпается при ударе друг об друга или падении с небольшой высоты.
Заключительный этап: кизяки перевозятся на ручной деревянной тележке или на телеге, запряжённой лошадью, на хозяйственный двор и складываются для хранения в довольно высокую пирамиду, примерно метра два высотой с усечённым верхом.
У степных народов кизяк в основном изготавливают из овечьего навоза. За время пребывания овец (и/или коз) в загонах (ночные, зимние) навоз не убирается, а трамбуется самими животными, превращаясь в однородную и твёрдую массу. Со временем эта масса увеличивается по высоте. В результате чего появляется необходимость чистить загон. Навоз вырезается небольшими квадратиками, примерно до 30×30 см, после чего сушится на солнце в течение нескольких недель или месяцев, и собирается. Такой кизяк как топливо сходен с углём, поэтому является идеальным топливом в домашних условиях, но одним из недостатков является то, что после его сгорания остаётся много золы и неприятный запах.
Если навоз своевременно не утилизируются дождевыми червями и навозными жуками, то может высохнуть и, оставаясь на пастбищах, ухудшает их состояние, делая малопригодными для выпаса скота.
В сельских районах Индии и Пакистана кизяки используются в качестве топлива для электростанций, обеспечивая возобновляемый и стабильный источник электроэнергии.
В Центральной Африке, в деревенских домах масаев коровий навоз сжигают, чтобы отпугнуть комаров. В холодных местностях коровий навоз используется для выравнивания стен хижин в качестве дешёвого теплового изолятора.
Коровий навоз является дополнительным компонентом при в производстве штукатурного раствора для последнего (финишного) гидроизоляционного слоя штукатурки, которым покрывают наружные стены при строительстве из самана (глиняного сырцового кирпича).

## Галерея
- Свежий коровий навоз
- Монгольская корзина для сбора кизяка
- Коровий навоз высушивают на топливо в Индии
- Сушка буйволиного навоза на стене дома в китайской провинции Юньнань